# 社会主义经济体制 (东德)
社会主义经济体制（ESS）是东德在1968—1970年间实施的一项经济政策，由该国的专制领导人乌布利希提出并领导。它专注于高科技领域，试图使自给自足的增长成为可能。总的来说，在所谓的结构决定领域重新引入了集中规划，其中包括电子、化学和塑料。工业联合体的形成是为了垂直整合涉及重要最终产品制造的行业。恢复价格补贴以加速有利行业的增长。
1968年的年度计划将决定结构的地区的生产定额比其余部门高出2.6个百分点，以实现这些地区的工业增长。国家为高科技部门制定的1968—1970年目标甚至更高。由于未能实现目标，改革工作于1970年终止。

## 简介
由于东德无法赶上西方，当时的想法是大力投资，实现当时最现代化工业的“飞跃”，然后通过出口领先西方一代的产品获取利润。 当时，苏联在太空竞赛中的技术进步速度快于美国，因此社会主义乐观主义达到顶峰。越来越技术官僚化的乌布利希将科技革命视为东德最快的前进道路。
社会主义经济体制是在“无需赶上就超车”(überholen ohne einzuholen) 的口号下推出的。 乌布利希没有试图让整个经济增长，而是将所有国家的努力和投资集中在少数有望带来最大回报的高增长行业。 在这些选定的行业中，东德希望在不让东德整体经济“赶上”西德的情况下，“赶超”西德。
第一份结构决定项目清单由部长会议于1967年6月创建。主要发展领域是化学（石化和人造纤维）、工程（机床和工厂建设）、电子、数据处理设备和自动化技术。